# Campylorhaphion
Genre
Campylorhaphion est un genre de mollusques gastéropodes de la famille Eulimidae. Les espèces rangées dans ce genre sont marines et parasitent des échinodermes ; l'espèce type est Campylorhaphion famelicum.

## Liste d'espèces
Selon World Register of Marine Species (25 août 2017) :
- Campylorhaphion famelicum (Watson, 1883)
- Campylorhaphion machaeropsis (Dautzenberg & H. Fischer, 1896)

## Distribution
Les espèces sont présentes dans l'océan Atlantique Nord-Est.